# Eric Garcetti

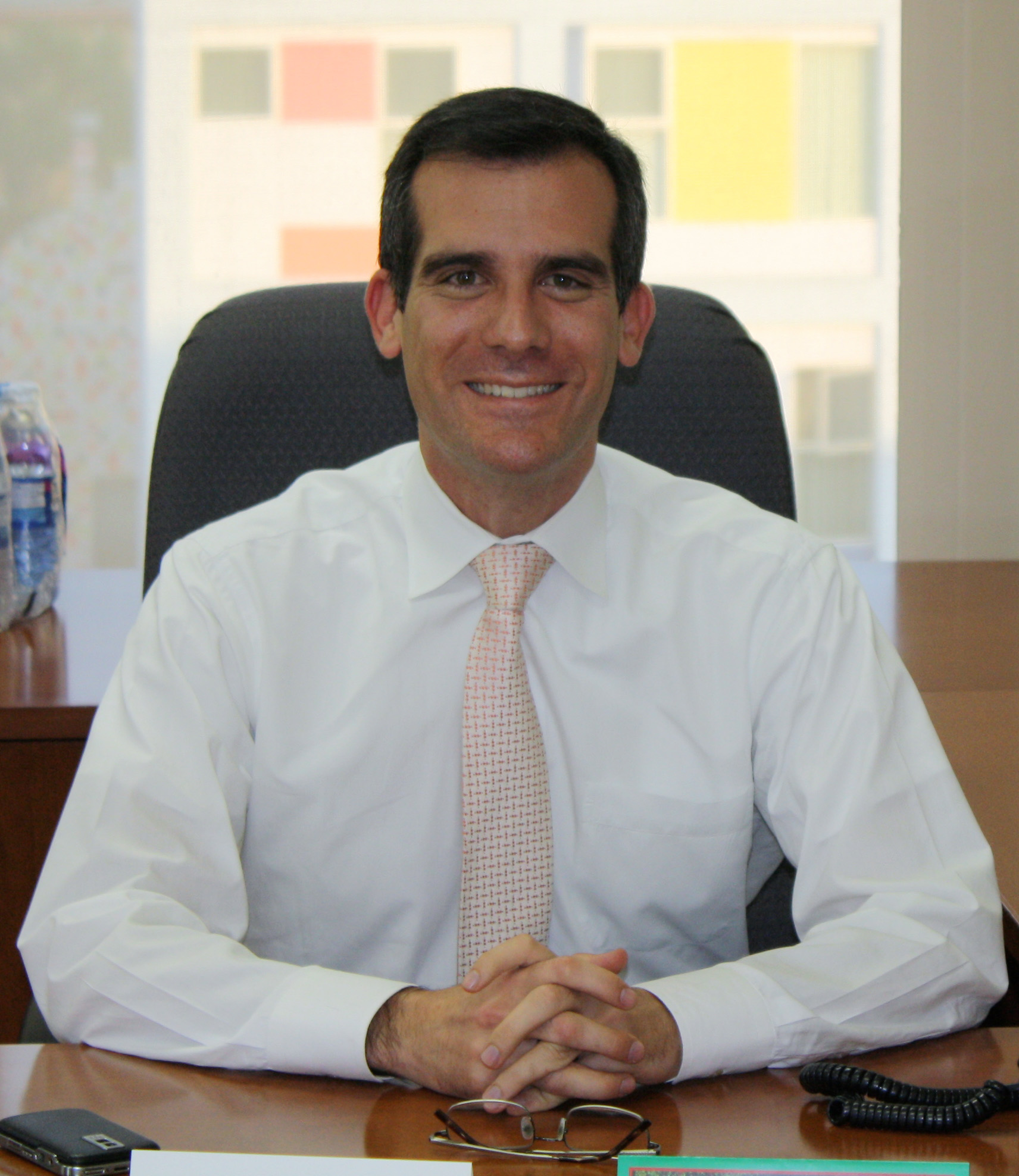
Eric Garcetti in 2009.

Eric Michael Garcetti (Los Angeles, 4 februari 1971) is een Amerikaans lokaal politicus van de Democratische Partij uit Los Angeles (Californië). Garcetti is sinds 1 juli 2013 burgemeester van 's lands op een na grootste stad, Los Angeles, en was daarvoor voorzitter van de gemeenteraad. Hij is de eerste verkozen Joods-Amerikaanse burgemeester van Los Angeles, alsook een van de jongste. Hij volgde zijn partijgenoot Antonio Villaraigosa op.